# Csönge (keresztnév)
A Csönge női név a Csenge alakváltozata.

## Rokon nevek
Csenge, Csengele

## Gyakorisága
Az újszülötteknek az 1990-es években nem lehetett anyakönyvezni. A 2000-es és a 2010-es években sem szerepelt a 100 leggyakrabban adott női név között.
A teljes népességre vonatkozóan a Csönge sem a 2000-es, sem a 2010-es években nem szerepelt a 100 leggyakrabban viselt női név között.

## Névnapok
február 4., július 24.

## Híres Csöngék
Balla Csönge (1988–) grafikus, fényképész, Balla D. Károly író leánya